# Kempkensberg (straat)

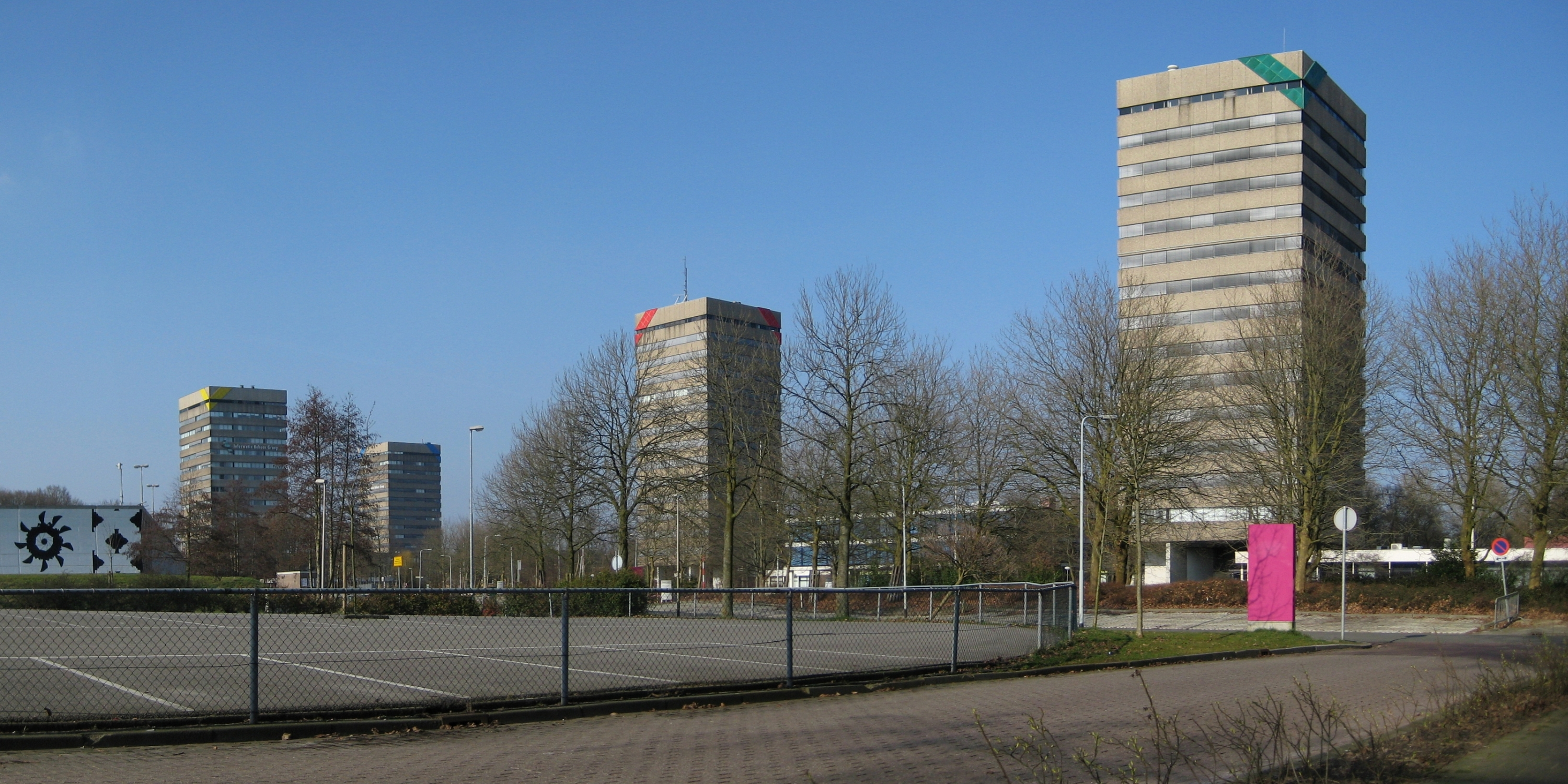
De vier kantoorgebouwen die jarenlang het beeld aan de Kempkensberg en de Engelse Kamp domineerden (2009)

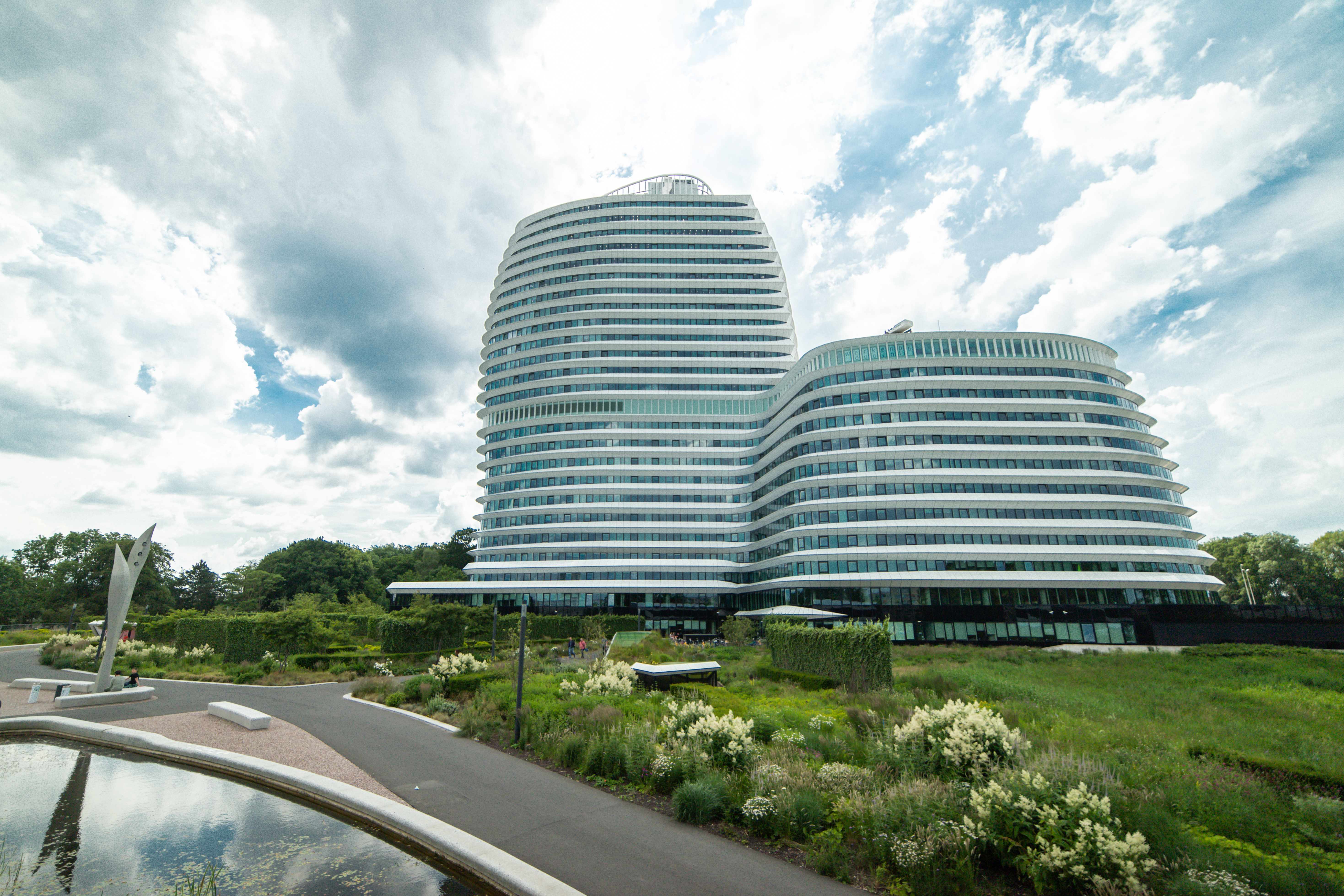
Het nieuwe gebouw van DUO (2019)

De Kempkensberg is een straat in de Nederlandse stad Groningen. De straat is aangelegd op het terrein van een van de in de 17e-eeuwse afgegraven hoogten, waarvan lange tijd werd gedacht dat de Kempkensberg de hoogste was. De plek van de Kempkensberg wordt tegenwoordig echter dichter in de buurt van de toenmalige 13e-eeuwse stadsmuur gedacht. De straat is aangelegd in 1969 en loopt van en naar de Helperzoom. Het deel langs het Sterrebos was oorspronkelijk onderdeel van de Oosterweg. In de huidige plannen van de gemeente Groningen zal de Kempkensberg onderdeel worden van het toekomstige Zuiderplantsoen.
De heuvel Kempkensberg was een strategische heuvel ten zuiden van de stad Groningen. Hij was hoog genoeg om de stad en het slagveld dichter bij de stad goed te kunnen overzien. Bisschop Frederik van Blankenheim (rond 1400) maakte hier ook daadwerkelijk gebruik van. De grens van de verdedigingsmuren (later wallen) van de stad verschoven sindsdien echter steeds verder naar het zuiden. Eerder werd gedacht dat ook Bernhard von Galen (in het Rampjaar 1672) vanaf de Kempkensberg de stad beschoot, maar in 17e-eeuwse stukken wordt de naam Kempkensberg niet genoemd en de ligging is voor 1400 te ver van de stad om deze met de toenmalige 'bussen' (kanonnen) te bestoken. Vermoedelijk gaat het om een andere heuvel. In de periode 1688-1692 is de heuvel waar vanaf Von Galen de stad beschoot grotendeels afgegraven, op een kleine verhoging na. Op deze kleine verhoging heeft tot 1811 de galg gestaan voor de niet-militaire ter dood veroordeelden. De militairen hadden hun eigen galg in de Jacobijnendwinger (die daarom ook wel galgendwinger werd genoemd) nabij het Bodenterrein.
De Kempkensberg ontleent, evenals de nabijgelegen Engelse Kamp, een deel van zijn bekendheid aan de vier rijkskantoren die er in de jaren zeventig in het kader van de spreiding van overheidsdiensten zijn gebouwd en ook Kempkensberg heetten. Een bekende bewoner van dit complex was het ministerie van Onderwijs, waarvan onder meer de afdeling voor studiefinanciering hier gevestigd was.